# سي لا في
هذه هي الحياة (بالفرنسية: C'est la vie) هي أغنية للمغني الجزائري الشاب خالد، أنتجها المنتج المغربي السويدي ريدوان وتم إصدارها من مجموعة يونيفرسال الموسيقية لتصبح ضربة صيفية للشاب خالد في فرنسا عام 2012.